# 에티오피아 항공의 사고 목록
에티오피아 항공 납치사건 목록에 대한 목록이다.
- 2010년 1월 25일 : 에티오피아 항공 409편 납치사건
- 2014년 2월 16일 : 에티오피아 항공 702편 납치사건